# Osama Elsamni
Osama Elsamni (エルサムニー・オサマ Erusamunī Osama?, nacido el  de 1988 en Okinawa) es un exfutbolista japonés. Jugaba de delantero y su último club fue el YSCC Yokohama de Japón.

## Trayectoria

### Clubes
| Club              | País            | Año         |
| ----------------- | --------------- | ----------- |
| Tokyo Verdy       | Japón           | 2007 - 2008 |
| FK Teplice        | República Checa | 2009 - 2010 |
| Montedio Yamagata | Japón           | 2011        |
| YSCC Yokohama     | Japón           | 2012 - 2016 |

## Estadística de carrera

### J. League
| Club              | Año   | J. League | J. League | Copa J. League | Copa J. League | Total | Total |
| Club              | Año   | Part.     | Goles     | Part.          | Goles          | Part. | Goles |
| ----------------- | ----- | --------- | --------- | -------------- | -------------- | ----- | ----- |
| Tokyo Verdy       | 2007  | 0         | 0         | -              | -              | 0     | 0     |
| Tokyo Verdy       | 2008  | 0         | 0         | 0              | 0              | 0     | 0     |
| Montedio Yamagata | 2011  | 0         | 0         | 0              | 0              | 0     | 0     |
| YSCC Yokohama     | 2014  | 0         | 0         | -              | -              | 0     | 0     |
| YSCC Yokohama     | 2015  | 14        | 2         | -              | -              | 14    | 2     |
| YSCC Yokohama     | 2016  | 10        | 1         | -              | -              | 10    | 1     |
| Total             | Total | 24        | 3         | 0              | 0              | 24    | 3     |